# Прабхакаран, Велу
Велу Прабхакаран (там. வேலு பிரபாகரன்; 6 мая 1959, Индия — 18 июля 2025, Ченнаи) — индийский режиссёр, сценарист, продюсер, актёр и монтажёр, работающий преимущественно в тамильском кино. Известен своими спорными и культовыми фильмами, которые часто содержат элементы насилия и вызывают бурные обсуждения.

## Биография
Велу Прабхакаран начал свою карьеру в киноиндустрии в 1980-х годах. Его работы отличает дерзкий стиль и необычный подход к повествованию. Он одновременно занимает несколько творческих ролей в своих фильмах — режиссёр, сценарист, продюсер и иногда актёр.

## Творчество
Прабхакаран приобрёл известность, благодаря фильмам с элементами триллера и боевика, которые часто считаются культовыми среди поклонников жанра. Его стиль характеризуется экстремальной насильственностью, нестандартным монтажом и смелыми сюжетными решениями.

## Фильмография
| Год  | Название                     | Роль(и)                       | Примечания                   |
| ---- | ---------------------------- | ----------------------------- | ---------------------------- |
| 1989 | Naalai Manithan              | Режиссёр, сценарист, оператор | Дебют в качестве режиссёра   |
| 1990 | Adhisaya Manithan            | Режиссёр                      | Сиквел Naalai Manithan       |
| 1995 | Asuran                       | Режиссёр, оператор            |                              |
| 1996 | Rajali                       | Режиссёр, оператор            |                              |
| 1997 | Kadavul                      | Режиссёр, сценарист, оператор |                              |
| 1999 | Sivan                        | Режиссёр, сценарист, оператор |                              |
| 2000 | Puratchikkaaran              | Режиссёр, актёр               |                              |
| 2009 | Kadhal Kadhai                | Режиссёр, сценарист, актёр    |                              |
| 2017 | Oru Iyakkunarin Kadhal Diary | Режиссёр, сценарист, актёр    |                              |
| 2021 | Anti Indian                  | Актёр                         |                              |
| 2023 | Raid                         | Актёр                         |                              |
| 2025 | Gajaana                      | Актёр                         | Последняя роль перед смертью |

## Личная жизнь
Прабхакаран был женат на актрисе и режиссёре П. Джаядеви. Однако в июне 2017 года, в возрасте 60 лет, Прабакаран объявил о своей женитьбе на Ширли Дас, которая снималась в его фильме «Kadhal Kadhai» (2009).
Скончался 18 июля 2025 года в больнице в Ченнаи после продолжительной болезни.

## Влияние
Фильмы Велу Прабхакарена повлияли на развитие жанра боевика в тамильском кино, а также стали предметом многочисленных дискуссий в СМИ и среди критиков.